# آروس آجمیان
آروس وارطانی آجمیان (ارمنی: Արուս Վարդանի Աճեմյան؛  زادهٔ ۱۶ مهٔ ۱۹۸۳}) نوازنده پیانو اهل ارمنستان است.

## زندگی‌نامه
وی در ۱۶ مه ۱۹۸۳ در ایروان به دنیا آمد و از کنسرواتوار دولتی کومیتاس ایروان فارغ‌التحصیل گشت. همچنین برندهٔ جوایزی همچون هنرمند افتخاری جمهوری ارمنستان (۲۰۱۴) شده‌است.